# Tapinoma troche
Tapinoma troche este o specie dispărută de furnici din genul Tapinoma. Descrise de Wilson în 1985, fosile ale speciei au fost găsite în chihlimbar dominican, unde a fost descris un lucrător fosilizat al speciei.